# Bleke knuppelslak
De bleke knuppelslak (Amphorina pallida, synoniem Eubranchus pallidus) is een slakkensoort uit de familie van de knuppelslakken (Eubranchidae). De wetenschappelijke naam van de soort werd in 1842 voor het eerst geldig gepubliceerd door Alder & Hancock. In 2020 zijn verschillende soorten Eubranchus (waaronder deze) overgebracht naar het geslacht Amphorina. 

## Beschrijving
Het lichaam en de ceratale oppervlakken (papillen) van de bleke knuppelslak zijn gepigmenteerd met witte en bruinrode vlekken en er zijn gele banden naar de toppen van de cerata. De rinoforen en orale tentakels hebben een band van bruin pigment en witte pigmentvlekken die aan de uiteinden dicht worden. Volwassenen exemplaren kunnen een lengte van 23 mm bereiken.
Alder & Hancock hadden een erg bleek individu als type-exemplaar, vandaar de ietwat ongepaste specifieke naam; later wilden ze de naam veranderen in picta (geschilderd)!

## Verspreiding
De bleke knuppelslak is Noord-Atlantische soort. Het verspreidingsgebied loop van IJsland, Barentszzee, Noorwegen, via de Britse Eilanden tot in de westelijke Middellandse Zee. Deze soort komt ook in Noordoost-Amerika voor. Sinds 1951 wordt deze soort in Nederland sporadisch autochtoon aangetroffen in de Westerschelde bij Vlissingen, in de Noordzee, bij Texel en Den Helder en op aangespoelde voorwerpen op onze stranden. Vanaf 1986 is de bleke knuppelslak ook bekend uit de Oosterschelde, waar deze zeeslakken vooral in het centrale en westelijke gedeelte van de Oosterschelde leven.